# Naturschutzgebiet Röhraue mit angrenzendem extensivem Hang-Grünland und quelligen Feuchtwaldparzellen
Das Naturschutzgebiet Röhraue mit angrenzendem extensivem Hang-Grünland und quelligen Feuchtwaldparzellen mit einer Größe von 30,7 ha liegt nördlich von Müschede im Stadtgebiet von Arnsberg im Hochsauerlandkreis. Es wurde 1998 mit dem Landschaftsplan Arnsberg durch den Kreistag des Hochsauerlandkreises als Naturschutzgebiet (NSG) mit dem Namen Naturschutzgebiet Röhrtal und einer Flächengröße 15,3 ha ausgewiesen. Bei der Neuaufstellung des Landschaftsplanes Arnsberg durch den Kreistag 2021 wurde das NSG mit verändertem Namen erneut ausgewiesen und deutlich vergrößert. Das NSG geht direkt bis an den Siedlungsrand. Das NSG geht bis zur Mündung der Röhr in die Ruhr. Das NSG ist auch als FFH-Gebiet Röhr zwischen Hüsten und Hachen DE-4513-303 ausgewiesen.

## Gebietsbeschreibung
Im NSG handelt es sich um den naturnahen Gewässerabschnitt der Röhr und die Flussaue zwischen der Stadtgrenze nach Sundern und der Mündung in die Ruhr. Der Landschaftsplan führt zum NSG aus: „Der unverbaute Flusslauf weist eine oft steinige Gewässersohle, Kiesbänke und z.T. meterhohe Steilwände auf. An den Ufern sind Hochstaudenfluren ausgebildet, die mehrfach auf kurzen Strecken in teilweise extensiv genutztes, auf Teilflächen feuchtes Weidegrünland übergehen. Das Gewässer wird auf einem großen Teil der festgesetzten Strecke von Ufergehölzen aus Erlen und Weiden gesäumt. Im Abschnitt des einbezogenen bewaldeten Steilhangs befinden sich westlich des Sportplatzes Müschede zwei Quellbereiche auf Kalktuff.“
Der Landschaftsplan führt zum Wert des Schutzgebietes aus: „Der Flussabschnitt der Röhr mit seiner teils reich ausgebildeten Unterwasservegetation und nahezu allen geomorphologischen Strukturelementen naturnaher Fließgewässer nimmt einen maßgebenden Platz beim Aufbau eines landesweiten Biotopverbundes ein und ist zudem ein bedeutender Refugialraum von Artengemeinschaften naturnaher Fließgewässer.“

## Spezielle Schutzzwecke für das NSG
Das NSG soll das Waldgebiet mit Arteninventar schützen. Wie bei allen Naturschutzgebieten in Deutschland wurde in der Schutzausweisung darauf hingewiesen, dass das Gebiet „wegen der Seltenheit, besonderen Eigenart und Schönheit des Gebietes“ zum Naturschutzgebiet erklärt wurde. Laut Landschaftsplan erfolgte die Ausweisung zum:
- „Schutz und Erhaltung eines nahezu unverbauten Flussabschnittes mit seinen naturnahen Gewässerstrukturen inclusive der weiteren verbessernden Entwicklung der Wasserqualität;“
- „Erhaltung und Entwicklung der angrenzenden strukturreichen Weideflächen durch weitere Extensivierung;“
- „Schutz, Erhaltung und Entwicklung von Waldsonderstandorten und ihrer Lebensgemeinschaften.“
- „Sicherung der Kohärenz und Umsetzung des Europäischen Schutzgebietssystems Natura 2000.“
- „Das NSG dient auch der nachhaltigen Sicherung von besonders schutzwürdigen Lebensräumen nach § 30 BNatSchG und von Vorkommen seltener Pflanzenarten.“[2]